# Balije
Een balije is de naam voor een Ordensprovincie bij de grote geestelijke ridderorden: de Tempeliers, de Maltezer Orde en de Duitse Orde.
Een balije verenigt een aantal commanderijen. Aan het hoofd van een balije staat een landcommandeur.

## Balijen bij de Duitse Orde
De oudste balijen lagen rond de Middellandse Zee, dus rond het stijdtoneel van de kruisvaarders. Later kwamen daar de balijen in het Heilige Roomse Rijk bij. De Ordensstaten Pruisen en Lijfland waren niet in balijen onderverdeeld.

### Balijen rond de Middellandse Zee
- Apulië (op zijn laatst in 1225 gevormd)
- Sicilië (in 1212 vermeld)
- Griekenland (Morea) (in 1236 vermeld)
- Lombardije (op zijn laatst in 1240 gevormd)
- Spanje (in 1255 vermeld)
- Frankrijk (niet zeker)

### Balijen  in het Heilige Roomse Rijk
- Nederlanden (1253, later Alden Biesen)
- Utrecht (1270 afgesplitst van Alden Biesen)
- Bohemen-Moravië (1233, zetel Praag)
- Oostenrijk (1236, zetel Wenen)
- Bolzano (1269,ook wel genoemd in het gebergte of aan de Etsch, zetel Bolzano)
- Elzas-Bourgondië (1235 zetel Rouffach, 1245 Beuggen, vijftiende eeuw: Altshausen)
- Thüringen (1236 als Thüringen-Saksen, zetel Zwätzen)
- balije Saksen (afgesplitst van Thüringen-Saksen, zetel Lucklum)
- Lotharingen (op zijn laatst in 1245 gevormd (zetel Trier)
- Koblenz (midden dertiende eeuw)
- Marburg
- Westfalen (zetel Münster)
- Franken (1268, zetel Ellingen)
- Daarnaast vielen een aantal commanderijen onder het meesterdom Mergentheim